# Frustateli senza pietà
Frustateli senza pietà (Cow Country) è un film del 1953 diretto da Lesley Selander.
È un film western statunitense con Edmond O'Brien, Helen Westcott e Barton MacLane. È basato sul romanzo del 1947 Shadow Range di Curtis Bishop.

## Produzione
Il film, diretto da Lesley Selander su una sceneggiatura di Thomas W. Blackburn e Adele S. Buffington con il soggetto di Curtis Bishop (autore del romanzo), fu prodotto da Scott R. Dunlap per la Monogram Pictures e girato nel Vasquez Rocks Natural Area Park, nell'Agoura Ranch ad Agoura e nell'Iverson Ranch a Chatsworth in California.

## Distribuzione
Il film fu distribuito negli Stati Uniti dal 26 aprile 1953 dalla Allied Artists Pictures.

## Promozione
Le tagline del film erano:
- "Badmen gave her a name that the Panhandle spoke only through gunsmoke!".
- "Land Of Lawless Living...And Violence By Vigilantes!".